# Sclerosaurus

Sclerosaurus är ett utdött släkte av sauropsidaer. Den var ganska liten, runt 30 cm lång. Den skiljer sig från andra parareptiler genom innehav av långa utskjutande spikar på båda sidorna av huvudet samt ett smalt band av hudpansar längs med sidan av ryggen.